# Kīpuka
Pour les articles homonymes, voir Kipuka.

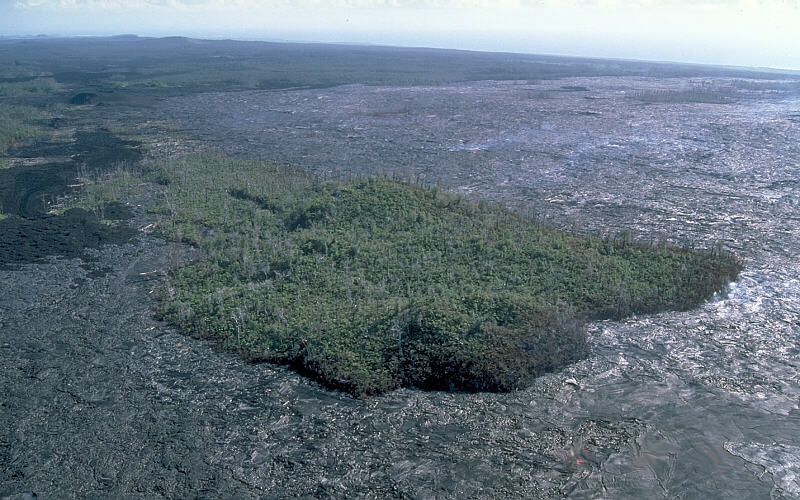
Vue aérienne d'un kīpuka sur les flancs du Kīlauea à Hawaï.

Un kīpuka, terme d'origine hawaïenne, est une portion de terrain entouré par des sols d'origine volcanique plus récents qu'elle, généralement des coulées de lave.

## Formation
Le kīpuka peut former une sorte d'îlot végétal, une oasis au milieu de deux coulées de lave en fusion ou à peine solidifiées ayant divergé en amont puis s'étant rejointes en aval sur un sol en pente, par exemple le flanc du volcan en éruption. Du fait de leur mode de leur formation, les kīpuka sont généralement rencontrés sur des volcans rouges produisant de grandes coulées de lave comme les volcans de point chaud au style éruptif hawaïen.